# Suspension (rhétorique)
Pour les articles homonymes, voir Suspension.
La suspension (substantif féminin) est une figure de style qui consiste à mettre le lecteur ou l'auditeur dans l'attente impatiente d'une information majeure mais renvoyée à la fin d'une phrase ou d'un énoncé, afin de produire un effet d'attente et de mettre en relief une idée ou une expression. Elle est proche de la prétérition.

## Exemples
Il est sévère. Il est vertueux. Il est membre,

Ayant de bons tapis sous les pieds en décembre,

Du grand parti de l'ordre et des honnêtes gens
— Victor Hugo, Le Soutien des empires

« Je m’en vais vous mander la chose la plus étonnante, la plus surprenante, la plus merveilleuse, la plus miraculeuse, la plus singulière, la plus incroyable, la plus extraordinaire, une chose qui fait crier miséricorde à tous, qui soulage bien du monde (...) »

— Madame de Sévigné, Lettres choisies, À monsieur de Coulanges, le lundi 15 décembre 1670. Source: https://gallica.bnf.fr/essentiels/sevigne/lettres/mariage-grande-mademoiselle

Pour le politologue Clément Viktorovitch, le slogan Mon véritable adversaire, c’est le monde de la finance est une figure de rhétorique politique puissante en recourant à la suspension.

## Définitions

### Définition linguistique
La suspension est une figure jouant sur la notion de durée ; son effet en est concomitant. Par ailleurs, elle est souvent soutenue par d'autres figures, comme l'hyperbole, l'anaphore, la gradation (exemple : « je vous le donne en quatre, je vous le donne en dix, je vous le donne en cent ») ou encore le dialogisme (dialogue simulé).
La suspension peut dépasser le cadre de la phrase et s'étendre à un développement entier (on parle alors de suspense) comme dans l'exemple de Madame de Sévigné et mettre en œuvre une série de moyens linguistiques :
« Je ne puis me résoudre à la dire ; devinez-la : je vous la donne en trois. jetez-vous votre langue aux chiens ? Eh bien ! il faut donc vous la dire. M. de Lauzun épouse dimanche au Louvre, devinez qui ? Je vous le donne en quatre, je vous le donne en dix ; je vous le donne en cent. [ ... ] Il faut donc à la fin vous le dire : il épouse dimanche, au Louvre, avec la permission du Roi, Mademoiselle, Mademoiselle de..., Mademoiselle... devinez le nom : il épouse Mademoiselle, ma foi ! par ma foi ! ma foi jurée! Mademoiselle, la Grande Mademoiselle... » (Lettres choisies)

### Figures proches
- Figure "mère": aucune
- Figures "filles":  aucune
- Paronymes: voir les homonymies
- Synonymes: suspense, prétérition, Aposiopèse
- Antonymes: ellipse